# Piotr Czajkowski (malarz)
Piotr Jacek Czajkowski (ur. 12 maja 1973 w Łodzi) – polski artysta, malarz.

## Wykształcenie i działalność dydaktyczna
W latach 1993–1999 studiował na Akademii Sztuk Pięknych im. Władysława Strzemińskiego w Łodzi na Wydziale Tkaniny i Ubioru. W 1999 otrzymał dyplom magistra sztuki. Jego praca dyplomowa – kolekcja tkanin drukowanych była prezentowana na wystawie towarzyszącej Targom Interfashion ’99 gdzie zdobyła wyróżnienie. W 2009 r. otrzymał stopień doktora. Od 1999 roku zatrudniony na stanowisku asystenta na Wydziale Tkaniny i Ubioru na ASP w Łodzi. Od 2009 r. pracuje na stanowisku adiunkta. Od 2016 roku jest kierownikiem Pracowni Druku II na studiach I stopnia.

## Działalność artystyczna
Jego aktywność twórcza skupia się na obszarze malarstwa i rysunku. Jego prace znajdują się w kolekcjach prywatnych w Polsce, Francji, Niemczech, Belgii, Holandii, Szwajcarii i Rosji, Wielkiej Brytanii i USA. Cykl „METRO” to oryginalna seria obrazów, grafik i rysunków Piotra Czajkowskiego, nad którą autor pracuje od 2012 roku. To dotychczas najważniejszy cykl twórczości artysty, którego podmiotem jest Paryż. Zaintrygowany podziemnym światem Paryża tworzy spójne i konsekwentne układy kompozycyjne, literując poszczególne frazy autentycznych nazw paryskiego metra, z których układa nieskończone ciągi znaczeniowe. Paryż, Czajkowski przetwarza w swoich pracach jako miasto symbol najszerzej rozumianej kultury łacińskiej, fundament trwania uniwersalnych wartości europejskiej kultury i jej historii, a równocześnie odzwierciedlenie najbardziej rozpalonej teraźniejszości.
Artystę wyróżnia niespotykana materia malarska nadająca jego pracom niepowtarzalny, indywidualny charakter. Każdy obraz to odniesienie do jednej stacji paryskiego metra. W pracach widać głęboką uważność – koncentrację na detalu, w którym można odnaleźć bardzo dużo symboliki. Proces tworzenia jego prac to forma medytacji. Tworząc prace Czajkowski osiąga najwyższą formę koncentracji. Sumiennie naniesione symboliczne elementy jego prac są efektem jego filozofii: „Jeśli coś robisz – po prostu bądź”. To prace, które w pierwszym kroku odbierane są na poziomie emocjonalnym, następnie przekaz skierowany jest do bardziej wytrawnego odbiorcy. Artysta operuje kodami literackimi, które w pełni może odczytać odbiorca na poziomie intelektualnym. To prace głęboko przemyślane, dalekie od ówczesnego chaosu świata otaczającego. Artysta prowadzi jakby dialog z odbiorcą poprzez zawarte w pracach symbole – kody.
Premierowa odsłona cyklu „Metro” odbyła się w Alliance Française w Łodzi w 2013 roku. 
Artysta swoje prace pokazywał kolejno na licznych prestiżowych wystawach w kraju i za granicą m.in. w Paryżu w Grand Palais podczas wystawy ART CAPITAL w 2017 oraz na Corrousel Du Louvre w 2016 r.

## Wystawy indywidualne
- 2013 – Indywidualna wystawa „METRO”, Alliance Francaise w Łodzi pod honorowym patronatem Prezydent Miasta Łodzi Pani Hanny Zdanowskiej.
- 2013 – Indywidualna wystawa METRO w Galerii Olimpus w Łodzi.
- 2014 – Indywidualna wystawa cyklu METRO podczas dni Frankofonii w KDK Kutno w ramach realizacji projektu Ambasady Francji w Polsce „Łódzkie Bardziej Francuskie”
- 2015 – V MIĘDZYNARODOWY LIGHT MOVE FESTIVAL w Łodzi, autorska prezentacja twórczości w formie filmowej animacji, przestrzeń OFF Piotrkowska.
- 2015 – CARROUSEL DU LOUVRE, indywidualna prezentacja twórczości podczas Paryskiego Salonu Sztuki Współczesnej, Paryż.
- 2015 – BWA SKIERNIEWICE, indywidualna wystawa obrazów i rysunków „METRO IV”
- 2016 – ART CAPITAL, GRAND PALAIS, SALON DES ARTISTES INDEPENDANTS COMPARAISONS. Indywidualna prezentacja obrazów z cyklu METRO podczas    Międzynarodowego Salonu Sztuki.
- 2016 – Galeria OdNova ASP w Łodzi, indywidualna wystawa obrazów i rysunków z kolekcji METRO.
- 2019 – GALERIA 101 PROJEKT, Warszawa, indywidualna wystawa prac z cyklu METRO.
- 2019 – ARTINFO, Warszawa, indywidualna prezentacja prac z cyklu METRO[1].

## Wystawy zbiorowe
- 2011 – „WALK IN SPACE”, BWA SKIERNIEWICE, Wystawa jubileuszowa w ramach obchodów 65 lecia Katedry Druku.
- 2011 – GALERIA BLOK ASP W ŁODZI, Wystawa prac Katedry Druku na Tkaninie
- 2013 – „MATERIA X”, Wystawa młodszych pedagogów Katedry Druku na Tkaninie i Katedry Tkaniny. Wystawa towarzysząca  XII MIĘDZYNARODOWEGO TRIENNALLE TKANINY 2013, Galeria KOBRO, ASP w Łodzi.
- 2013 – „PANOPTICUM”, POLSKA AKADEMIA NAUK, Łódź, wystawa pedagogów ASP w Łodzi
- 2013 – „KULTURA FIZYCZNA”, Pałac Jabłonowskich w Kocku. Wystawa artystów ASP w Łodzi.
- 2012 – „POMIĘDZY WYBORAMI-POMIĘDZY KREACJAMI, KATEDRA DRUKU W GALERII SZTUKI W LEGNICY”, Wystawa pedagogów Katedry Druku ASP w Łodzi.
- 2013 – Udział w VII BIENNALE MALARSTWA I TKANINY UNIKATOWEJ w Gdyni. Muzeum Miasta Gdyni.
- 2014 – „PREMIERA”, Teatr Wielki w Łodzi. Wystawa pedagogów Akademii Sztuk Pięknych w Łodzi.
- 2015 – Wystawa pedagogów Katedry Druku na Tkaninie Akademii Sztuk Pięknych w Łodzi. Galerii Imaginarium w Łodzi.
- 2016 – "Medium tekstylne - ASP Łódź", Wystawa pedagogów Katedry Druku na Tkaninie i Katedry Tkaniny Wydziału Tkaniny i Ubioru Akademii Sztuk Pięknych w Łodzi.
- 2016 – „UTOPIA, DYSTOPIA, ATOPIA”. 70 lat sztuki w ASP w Łodzi.
- 2017 – „MY SPADKOBIERCY”, Galeria KOBRO ASP w Łodzi.
- 2018 – „ZNAKI KODY KOMUNIKATY”, Ośrodek Propagandy Sztuki
- 2019 – „SZTUKA ZA SZTUK?”, Wystawa w ramach Festiwalu Nauki Techniki i Sztuki.
- 2019 – „SZTUKA MIASTA”, Galeria ASP Piotrkowska 68 w Łodzi. W wystawie wzięło udział 38 artystów z kraju i za granicy.